# Ясколка Биберштейна
Яско́лка Биберште́йна (лат. Cerāstium bieberstēinii) — вид цветковых растений рода Ясколка семейства Гвоздичные (Caryophyllaceae). Эндемик Крыма. Вид назван в честь немецкого ботаника Фёдора Биберштейна.

## Ботаническое описание
Многолетнее травянистое растение. Высота стеблей 15-25 см.
Листья бело-войлочноопушённые, линейные или продолговато-линейные, островатые, цельнокрайние размерами в длину 0,2—3 (3,5) см и ширину 1—9 мм.
Цветки снежно-белого цвета; расположены в полузонтиках на верхушках побегов, размером 1,5—2,2 (3) см в диаметре. Цветёт с конца апреля по конец мая.

## Ареал
В естественной среде встречается только в Крыму. Является реликтовым элементом травостоя крымских яйл, связанным с третичным периодом. Произрастает на скалах, щебенево-каменистых склонах и может опускаться ниже яйлы, но не распространяться далеко от её границы. Имеет связи с видами, которые произрастают в Закавказье, в горах Балканского полуострова, в Малой Азии, и указывает на связи Крыма и Средиземноморья. Во многих регионах встречается как заносное, например, вид включен в ботанический атлас растений Ленинградской области.

## Охрана
Вид занесён в Красную книгу Украины, Красную книгу Крыма, Европейский Красный список. Охраняется и произрастает на территории таких природоохранных объектов, как Крымский природный заповедник, Ялтинский горно-лесной природный заповедник, Караби-яйлинская котловина (памятник природы).

## Хозяйственное значение и применение
Используется как декоративное растение.
В целях акклиматизации ясколка Биберштейна с 1954 года выращивалась на ботанико-географическом участке «Крым» Центрального республиканского ботанического сада АН УССР из семян полученных из Никитского ботанического сада и корневищ, собранных во время экспедиций на яйлах Крыма. В условиях Киева без полива росла хорошо, плодоносила и размножалась семенами, высеянными под зиму в грунт. Имела непрерывный ритм вегетации в весенне-летне-осенний период и продолжительность жизни в культуре более пяти лет. Очень ценным свойством было исключительно лёгкая приживаемость при размножении делением корневищ и отводками.
Ясколка Биберштейна имеет высокую степень декоративности в ковровых посадках на сухих местах, освещаемых солнцем, где другие растения погибают или утрачивают привлекательность. Наибольшее декоративное цветение продолжается с начала мая и до конца июня. Начало цветения почти не смещается. После отцветания ещё длительное время декоративными остаются листья, которые и зимой отмирают не полностью.

## Классификация

### Таксономия
Cerastium biebersteinii  DC., 1823, Mém. Soc. Phys. Genève 1: 436
Вид Ясколка Биберштейна относится к роду Ясколка (Cerastium) семейства Гвоздичные (Caryophyllaceae) порядка Гвоздичноцветные (Caryophyllales). Кладограмма в соответствии с Системой APG IV по состоянию на декабрь 2023 года:
|  |                                      |  |                                   |                                   |                      |  | ещё 40 семейств | ещё 40 семейств |                     |  |  |  | еще 204 подтвержденных вида и 148 видов, ожидающих подтверждения |
|  |                                      |  |                                   |                                   |                      |  | ещё 40 семейств | ещё 40 семейств |                     |  |  |  | еще 204 подтвержденных вида и 148 видов, ожидающих подтверждения |
|  |                                      |  |                                   | порядок Гвоздичноцветные          |                      |  |                 |                 | род Ясколка         |  |  |  |                                                                  |
|  |                                      |  |                                   | порядок Гвоздичноцветные          |                      |  |                 |                 | род Ясколка         |  |  |  |                                                                  |
|  | отдел Цветковые, или Покрытосеменные |  |                                   |                                   | семейство Гвоздичные |  |                 |                 | Ясколка Биберштейна |  |  |  |                                                                  |
|  | отдел Цветковые, или Покрытосеменные |  |                                   |                                   | семейство Гвоздичные |  |                 |                 |                     |  |  |  |                                                                  |
|  |                                      |  | ещё 63 порядка цветковых растений | ещё 63 порядка цветковых растений |                      |  |                 | еще 97 родов    | еще 97 родов        |  |  |  |                                                                  |
|  |                                      |  |                                   | ещё 63 порядка цветковых растений |                      |  |                 |                 | еще 97 родов        |  |  |  |                                                                  |